# Thierry Boutsen
Thierry Boutsen (n. 13 iulie 1957, région métropolitaine de Bruxelles, Valonia, Belgia) a fost un pilot belgian de Formula 1.

## Cariera în Formula 1
| Sezon | Echipă                     | Puncte | Loc clasament general |
| ----- | -------------------------- | ------ | --------------------- |
| 1983  | Arrows Racing Team         | 0      | -                     |
| 1984  | Barclay Nordica Arrows BMW | 5      | 15                    |
| 1985  | Barclay Arrows BMW         | 11     | 11                    |
| 1986  | Barclay Arrows BMW         | 0      | -                     |
| 1987  | Benetton Formula Ltd       | 16     | 8                     |
| 1988  | Benetton Formula Ltd       | 27     | 4                     |
| 1989  | Canon Williams Team        | 37     | 5                     |
| 1990  | Canon Williams Team        | 34     | 6                     |
| 1991  | Equipe Ligier Gitanes      | 0      | -                     |
| 1992  | Ligier Gitanes Blondes     | 2      | 14                    |
| 1993  | Sasol Jordan               | 0      | -                     |

1. ↑  Instagram